# Ballot

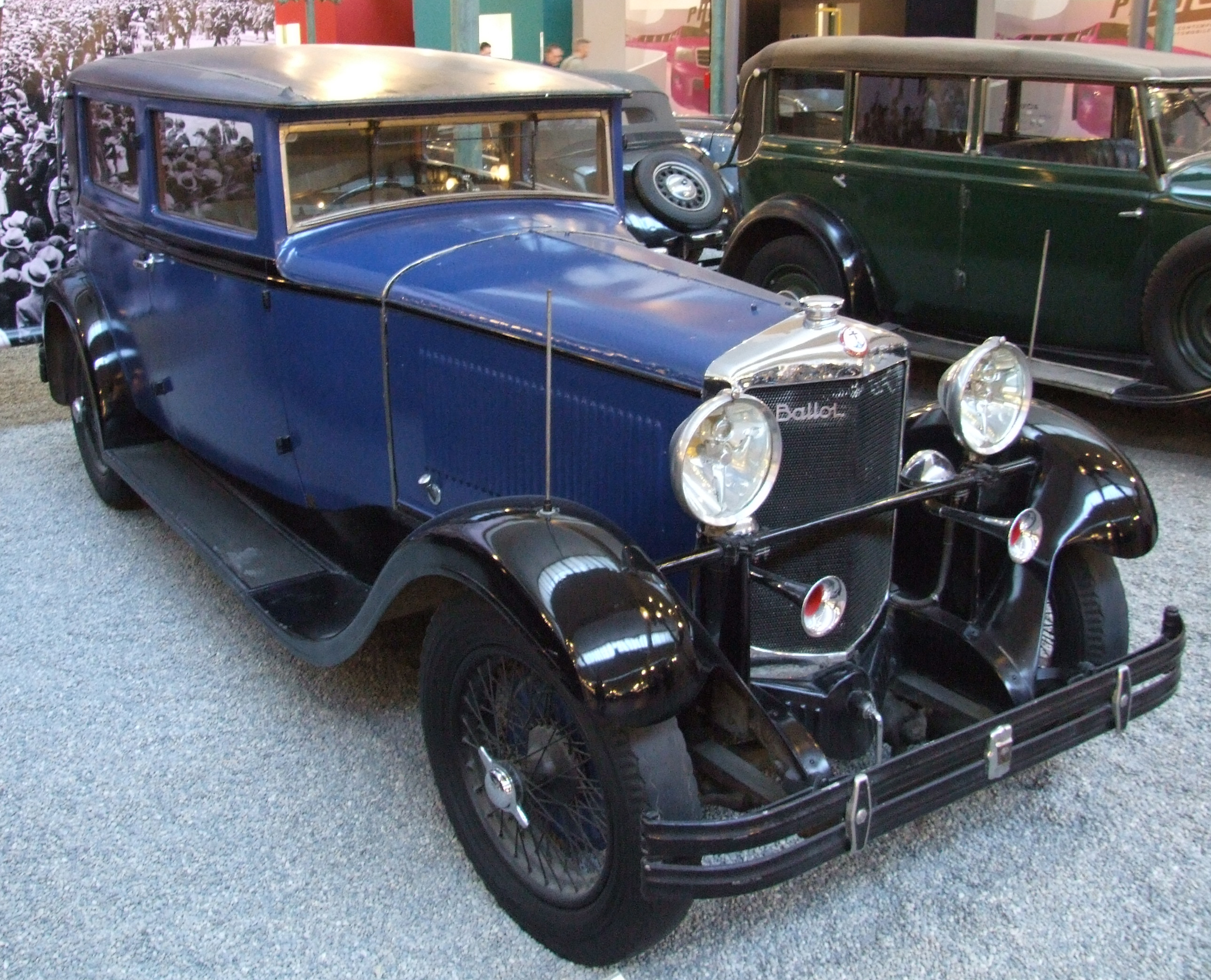
Ballot Berline RH3, 1930, Cité de l'Automóvil, Mulhouse, Francia

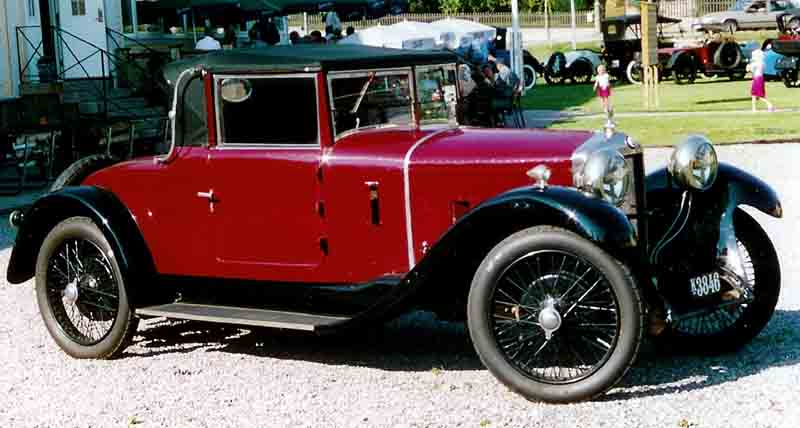
Ballot 2 L Cabriolet 1925

Ballot fue inicialmente un fabricante de motores francés, que también construyó automóviles entre 1919 y 1932. Édouard Ballot, fundador de la marca, era un conocido diseñador de fiables motores, que colaboró con Ettore Bugatti en el desarrollo de sus primeros propulsores.

## Orígenes
Los hermanos Ballot, Édouard y Maurice, fundaron su compañía junto al Bulevar Brune, en el sur del centro de París, en 1905.
Édouard había sido oficial de la marina, lo que explica el "ancla" que aparece representada en los emblemas de sus coches. Antes de la Primera Guerra Mundial la fábrica se dedicó a la producción de motores marinos e industriales, y desde 1910 o 1911 también ofrecía motores de automóvil.
La compañía fue refundada como Etablissements Ballot SA en 1910.

## Éxitos deportivos
No hay muchas señales de que Édouard Ballot tuviese mucho interés por los automóviles hasta diciembre de 1918, cuando mantuvo una conversación con René Thomas, un destacado corredor automovilístico que había ganado las "500 millas de Indianápolis" en 1914 conduciendo un Delage. Convenció a Ballot para que construyese cuatro coches con motor de 4,8 L, que llevarían el nombre "Ballot" y que competirían en la siguiente edición de las 500 millas de Indianápolis del 30 de mayo de 1919. El plazo disponible para construirlos parecía muy corto, pero Ballot no perdió el tiempo, reclutando al ingeniero nacido en Suiza Ernest Henry, quien ya había trabajado preparando los coches Peugeot para su exitosa participación en la edición de 1914 de la carrera estadounidense. Los coches de Ballot compitieron en la carrera de 1919, con dos de ellos acabando en las posiciones 4 y 11. Animado por el buen resultado, regresó al año siguiente, y en las 500 millas de Indianápolis de 1920 uno de los Ballot conducido por René Thomas acabó en 2º posición, ocupando también los puestos 5º y 7º.
Así mismo, un Ballot conducido también por René Thomas acabó segundo en la carrera Targa Florio de 1919.
Ballot siguió obteniendo más éxitos a ambos lados del Atlántico. Ralph DePalma, campeón nacional estadounidense y ganador en 1915 de las 500 millas de Indianápolis, acabado segundo en el Gran Prix de Francia de 1921, y el conductor francés Jules Goux acabó tercero. Goux fue el vencedor inaugural del Gran Prix de Italia de 1921 disputado en Brescia, conduciendo una Ballot. La segunda plaza fue ocupada por el director del equipo, Jean Chassagne, quien un año antes había realizado la vuelta más rápida en el circuito de Brooklands con un Ballot de 4,9 L, quedando otra vez segundo. Un Ballot con un motor de ocho cilindros en línea y 4,9 L compitió en el Gran Prix de Francia de 1921.

## Coches de carretera
A semejanza de los motores concebidos para las carreras, la compañía diseñó una gama de motores de para su propia producción de coches de carretera.
El primero de sus coches de carretera fue el tourer deportivo Ballot 2-litre de 1921, seguido en 1923 por el Ballot 2 L y por su versión deportiva, el Ballot 2 L.
En la época de la edición 19 del Salón del Automóvil de París (octubre de 1924), Ballot ya se había ganado una reputación en el mercado como productor de costosos coches de carretera con un rendimiento espectacular.   Los tourer deportivos de 2 litros exhibidos en el salón montaban un motor de cuatro cilindros en línea de 1994 cc con válvulas en cabeza,  con una distancia entre ejes de 3110 mm. El chasis desnudo costaba 33.000 francos, estando disponible también una versión con carrocería "Torpedo" por 46.000 francos.
A partir de 1927 se utilizaron motores de ocho cilindros.

## Capítulo final
En 1931 la compañía fue adquirida por la Hispano-Suiza, a lo que siguió un rápido decluve. El último modelo era prácticamente un Hispano-Suiza, y solo el chasis procedía de Ballot.
La fábrica se cerró en 1932.

## Modelos principales
- 2 LS : coche deportivo, motor de 4 cilindros y 1944 cc, doble árbol de levas en cabeza, 4 válvulas por cilindro.
- 2 LT: versión turismo, variante del 2LS con árbol de levas sencillo.
- 2 LTS: variante del 2 L, con una puesta a punto del motor de mayor rendimiento.
- RH: introducido en 1927, con motor de 8 cilindros y 2874 cc, árbol de levas sencillo.
- RH3: 1929–1932, RH con motor de 3049 cc.
- HS26: modelo introducido después de la absorción por la Hispano-Suiza, también conocido como el Hispano-Suiza Junior, con motor de seis cilindros y 4,58 L[3]

## Galería de imágenes

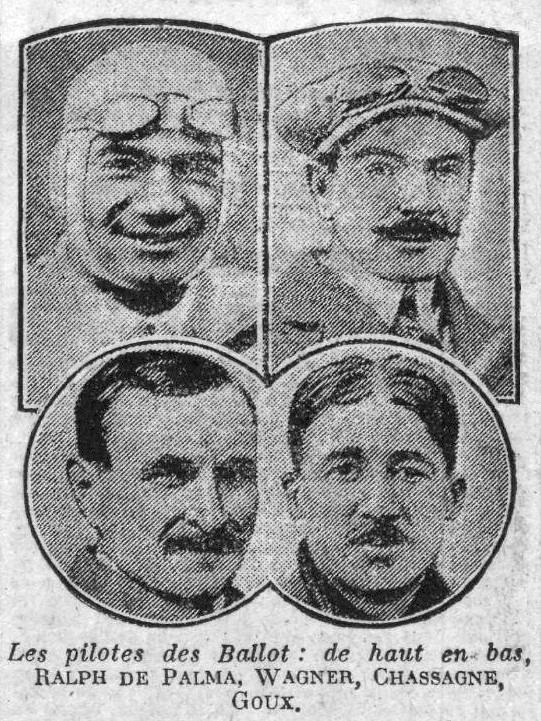
Pilotos del GP A.C.F. 1921.
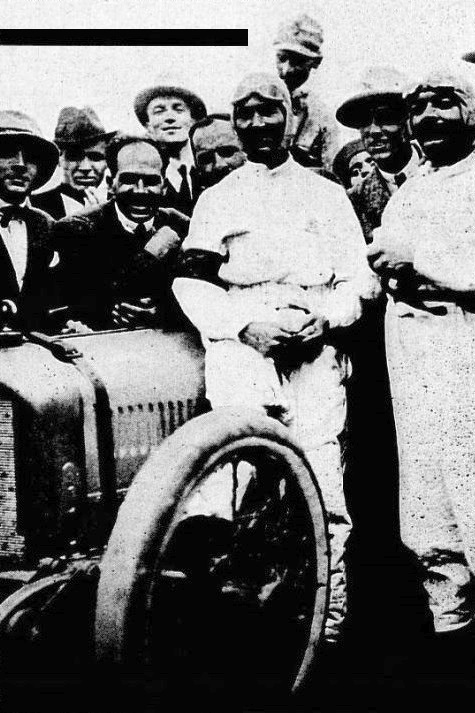
Jules Goux, primer vencedor del GP de Italia en 1921 en Brescia, con un Ballot.
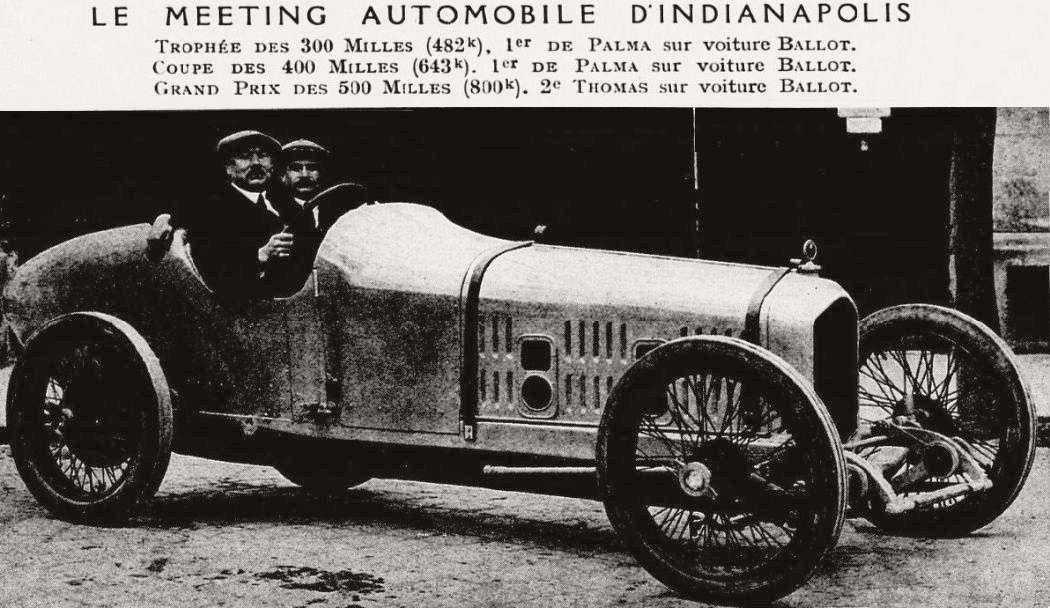
René Thomas, 2° en Indianápolis en 1920.
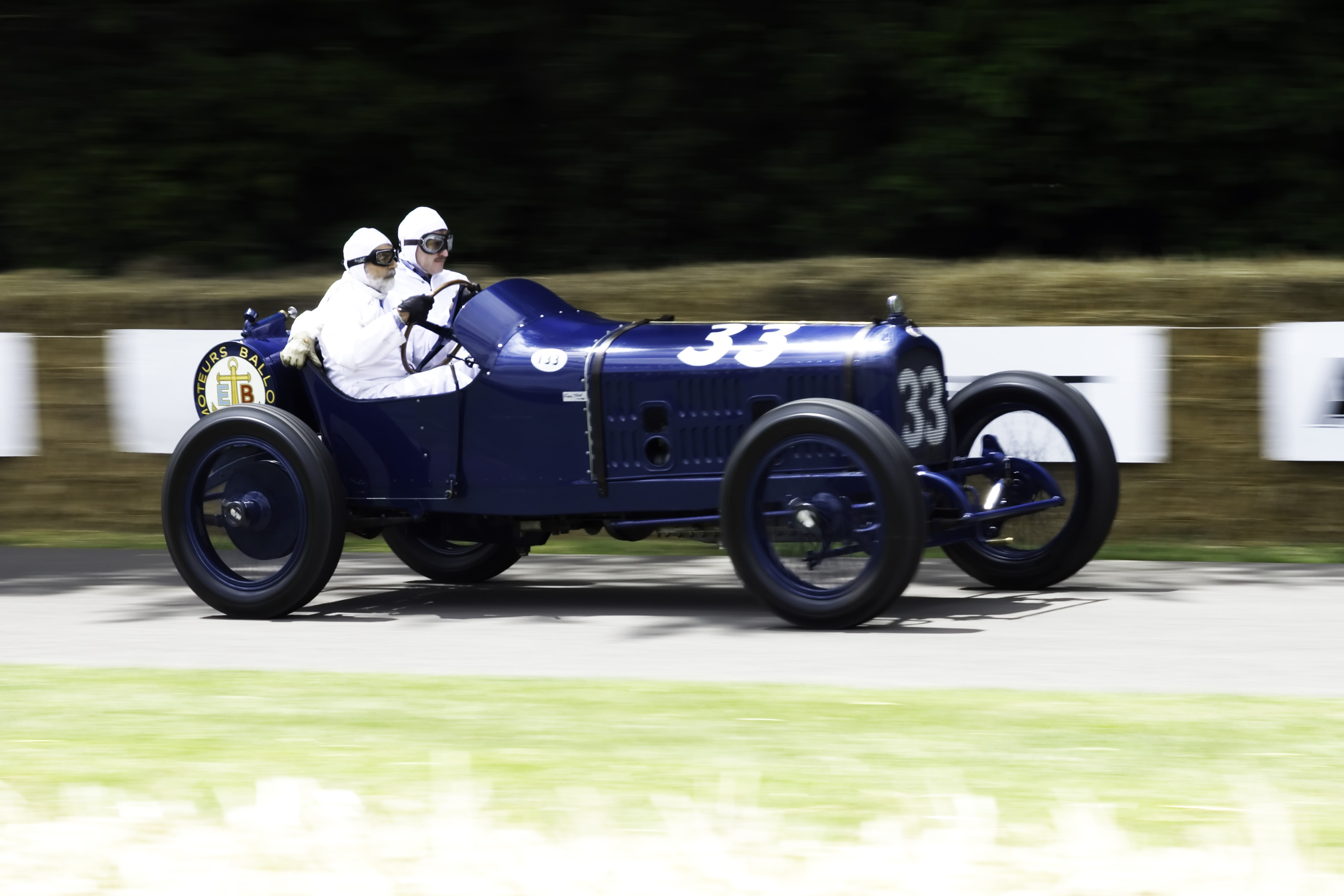
Ballot "Indianapolis".
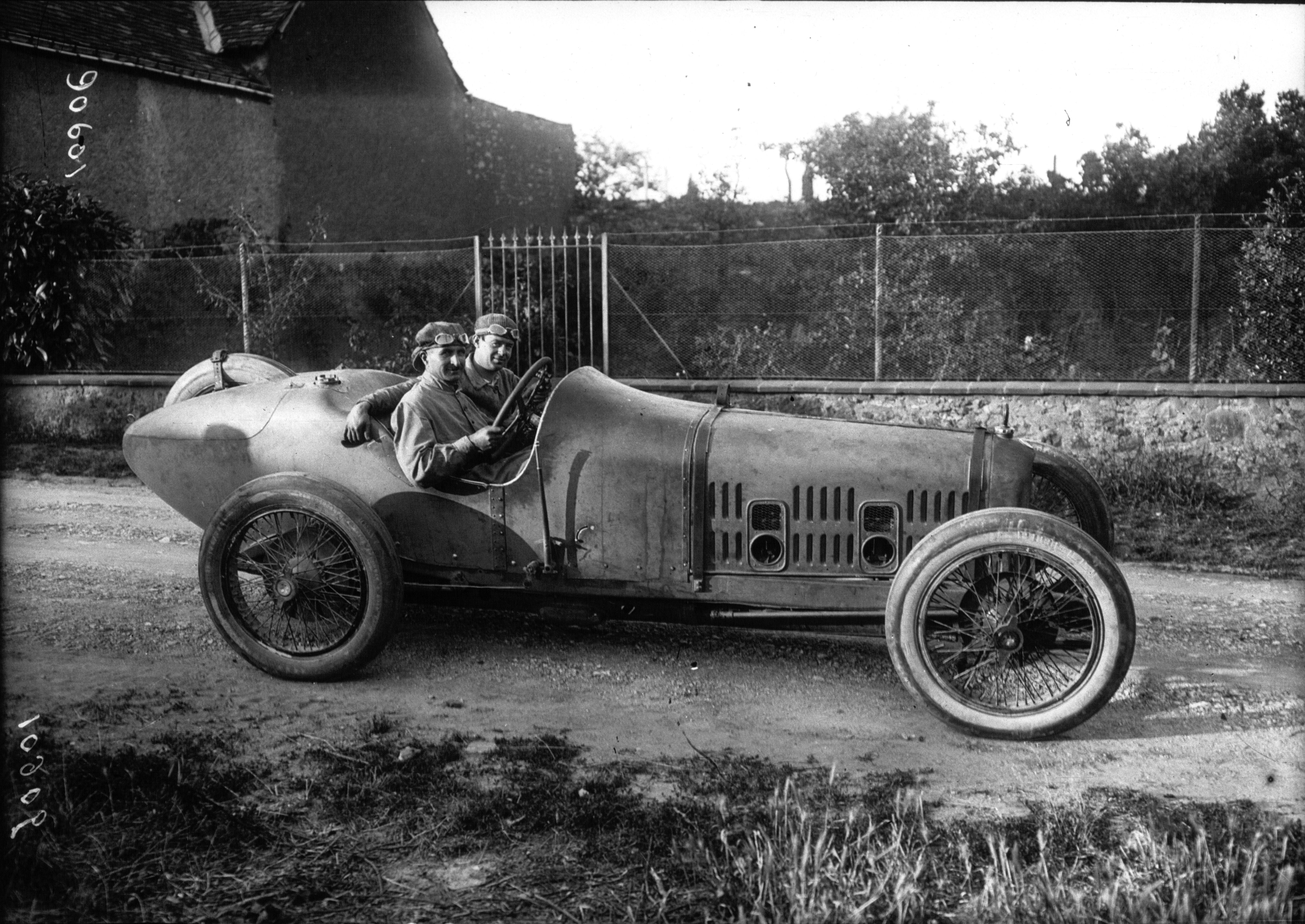
Jean Chassagne con un Ballot 3 L (Grand Prix de Francia 1921).
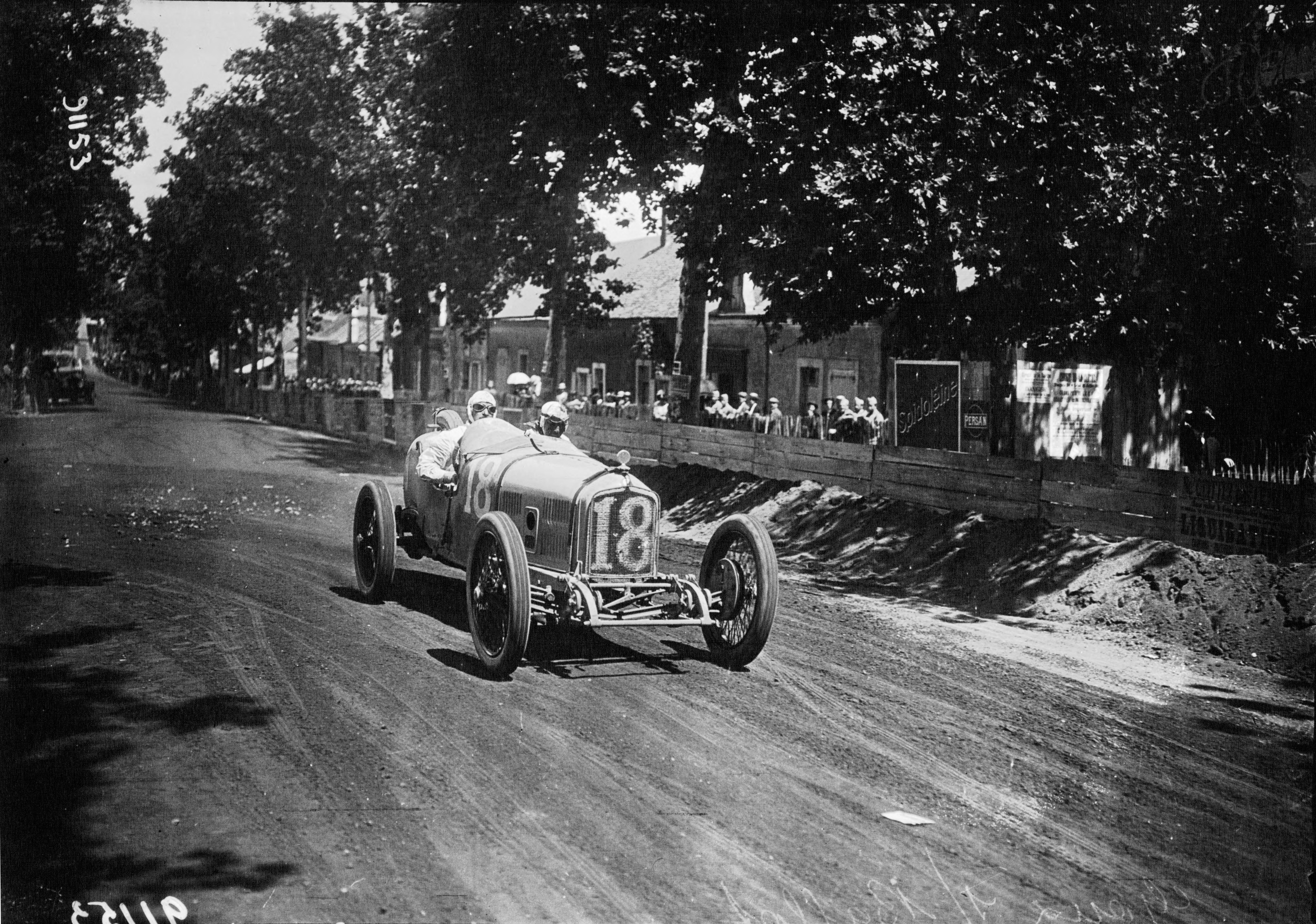
Jules Goux tercero (GP de Francia 1921) con un Ballot 2 L.
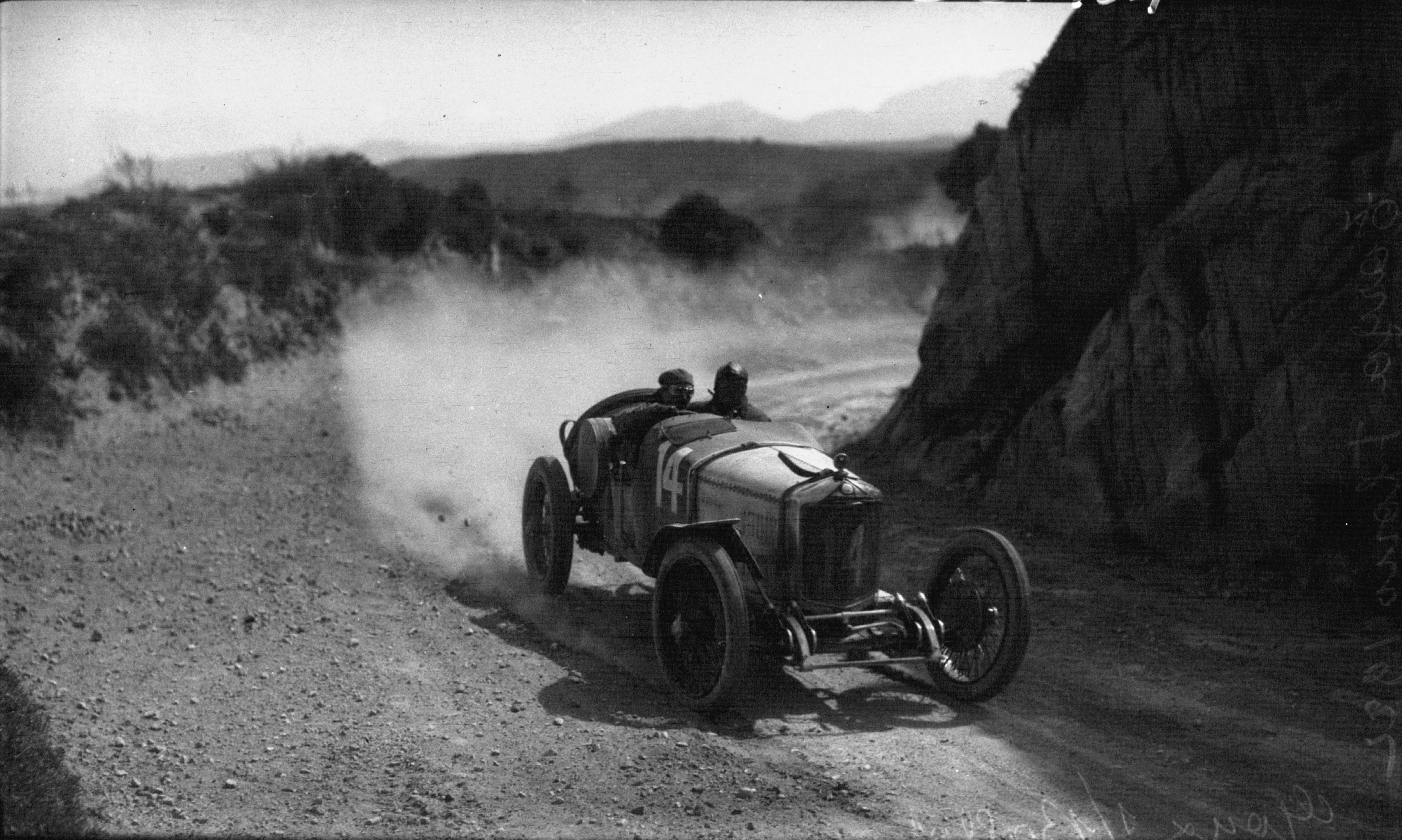
Jules Goux décimo en la Targa Florio de 1922 con un Ballot 2 L.